# Korvi Rakshand
Korvi Rakshand (bengalisch করভি রাখসান্দ; * 1984 oder 1985) ist ein bangladeschischer Sozialunternehmer und Bildungsaktivist.

## Herkunft und Ausbildung
Korvi Rakshand entstammt einer wohlhabenden Familie. Er erwarb 2001 an der Scholastica in Dhaka sein GCSE, mit Wirtschaftsschwerpunkt. 2003 begann er an der University of London ein Jurastudium, das er 2007 mit einem LL.B. abschloss.

## JAAGO
Im April 2007 gründete Korvi Rakshand die JAAGO Foundation in Dhaka mit dem Ziel, unterprivilegierten Kindern Bildungsangebote zu machen. Nach seinem Bericht war der Anlass hierzu die Begegnung mit einem verzweifelten Kind, das keine leeren Flaschen fand, die es für seinen Lebensunterhalt hätte verkaufen können, und ihn um Hilfe bat. Die Hälfte der Bevölkerung Bangladeschs ist jünger als 25 Jahre, die Zukunft Bangladeschs hängt Rakshands Überzeugung nach daran, durch Bildung die Armut zu besiegen, so als zahllose Callcenter im Land eröffnet wurden und englische Sprachkenntnisse große Chancen auf Beschäftigung boten.
Die erste Schule bestand aus 17 Schülern, einer Kreidetafel und ihm. Bis 2023 hat JAAGO fast 30.000 benachteiligten Kindern eine hochwertige Bildung ermöglicht und 50.000 Jugendleiter in 64 Distrikten Bangladeschs ausgebildet. Die Zahl der Lehrkräfte liegt inzwischen bei über 500. JAAGO arbeitet in fünf Schwerpunktbereichen – Bildung, Jugend, Frauen, Klimawandel und Regierungsführung – mit einem Pool von 50.000 Freiwilligen und mehr als 600 Mitarbeitern.
Ein Projekt ist die Förderung der Bildung von Frauen in der Gegend von Mithamoin Hair, Kishoreganj im Nordosten Bangladeschs in Kooperation mit der Malala Foundation. In staatlichen Schulen kümmert sich JAAGO um das Problem der Toiletten, indem es frauenfreundliche Waschräume baut.
JAAGO arbeitet sie mit politischen und religiösen Führern zusammen, um Mädchen die Möglichkeit zu geben, ihr Studium fortzusetzen, und berät Eltern und Lehrer, um die Schüler zu ermutigen. Im südostbangladeschischen Bandarban wurden rund 13 500 Kinder unterrichtet, die während der COVID-19-Pandemie die Schule abbrachen und erhebliche Lernlücken aufwiesen.
Die Vermittlung spezifischer Fertigkeiten wie Kommunikations- und Computerkenntnisse sowie anderer auf dem Arbeitsmarkt gefragter Fähigkeiten soll den Kindern und Jugendlichen helfen, einen Beitrag für ihre Familien und das Land als Ganzes leisten. Teil des JAAGO-Programms ist ein spezielles Team, das sich auf die Arbeitsvermittlung konzentriert und Unterstützung gibt, das Erlernte in Einkommen und Arbeitsmöglichkeiten umzusetzen.
Nach Rakshands Ansicht ist es wichtig, die Darstellung von gemeinnützigen Organisationen zu ändern. Anstatt die Armut darzustellen, müsse man sich darauf konzentrieren, „das Glück zu zeigen“.
Als im August 2017 fast eine Million Rohingya-Flüchtlinge aus Myanmar nach Bangladesch flohen, beteiligten sich JAAGO als eine der ersten Institutionen an der Betreuung insbesondere im Bereich Traumabewältigung bei den Kindern und Jugendlichen.
Seit 2020 besitzt JAAGO eine NGO-Lizenz, was internationale Kooperationen und Partnerschaften mit Organisationen wie USAID und FCDO möglich machte. Ein weiteres Ziel von Jaago ist es, die Gründung weiterer NGOs anzuregen. Geplant ist die Eröffnung eines sogenannten Inkubators für 10 bis 20 Organisationen, in dem diese in allen Bereichen – von der Politikgestaltung bis zur Budgetierung – betreut werden können, was die Entwicklung der Organisationen erheblich beschleunigen kann.

## Volunteer for Bangladesh
Im Mai 2011 gründete Rakshand ebenfalls in Dhaka die Organisation Volunteer for Bangladesh. Sie soll die Bereitschaft von Jugendlichen für ehrenamtliches Engagement stärken und ihre Selbstständigkeit fördern. Die zentralen Werte der Organisation sind Vielfalt, Gleichberechtigung und Inklusion sowie die Konzentration auf gemeinschaftsorientierte Lösungen und nachhaltige Entwicklung.

## Auszeichnungen
- 2010 Mosaic International Award[7]
- 2013 Commonwealth Youth Award von Commonwealth[8]
- 2014 Top 10 Globally Inspiring Bangladeshis Top von British Bangladeshi Power and Inspiration[9]
- 2015 JCI TOYP Award von Junior Chamber International Bangladesh
- 2017 UNESCO King Hamad Bin Isa Al-Khalifa Prize[10]
- 2023 Ramon Magsaysay Award[1][6]

## Privates
Korvi Rakshand berichtet, dass er oft für einen Hindu oder Christen gehalten werde. Er sei aber Muslim und Bangladescher, seine Eltern hätten ihm nur einen außergewöhnlichen Namen gegeben.